# Bagher Kazemi

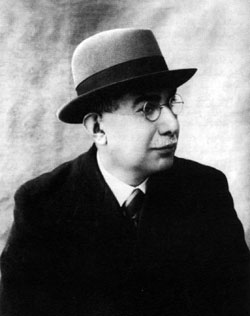
Sejjed Bagher Kasemi

Bagher Kazemi (auch: M uazzib-ud-Dotvleh; * 1892; † 1976) war ein persischer Diplomat und Politiker.

## Leben
Bagher Kazemi studierte an der School of Political Science in Teheran und trat 1911 in den auswärtigen Dienst. Im Außenministerium wurde er zunächst in der Abteilung Russland eingesetzt. Später arbeitete er im Regierungskabinett, wo er 1921 Ministerpräsident war. 1925 war er in Washington, D.C. akkreditiert. 1928 wurde er in den Irak entsandt, um die persischen Konsulate zu inspizieren. 1931 war er Kommunikationsminister.
Von 1932 bis 1933 war er Gesandter in Bagdad. Von 1933 bis 1935 war er Außenminister und Leiter der Delegation beim Völkerbund in Genf. 1936 war er Generalgouverneur in Aserbaidschan. Von 1937 bis 1940 war er Gesandter in Afghanistan und der Türkei. Er war Gesundheitsminister, Bildungsminister, Innenminister und Finanzminister in verschiedenen Regierungskabinetten. Er war vom 25. April 1945 bis zum 26. Juni 1945 bei der Konferenz von San Francisco und zur Vollversammlung der Vereinten Nationen in London 1946. Ab 1945 war er Botschafter in Schweden und Skandinavien. Großkreuz des Schwedischen Wasaordens 1934.